# Match de meilleur deuxième de la Ligue nationale de baseball 2013

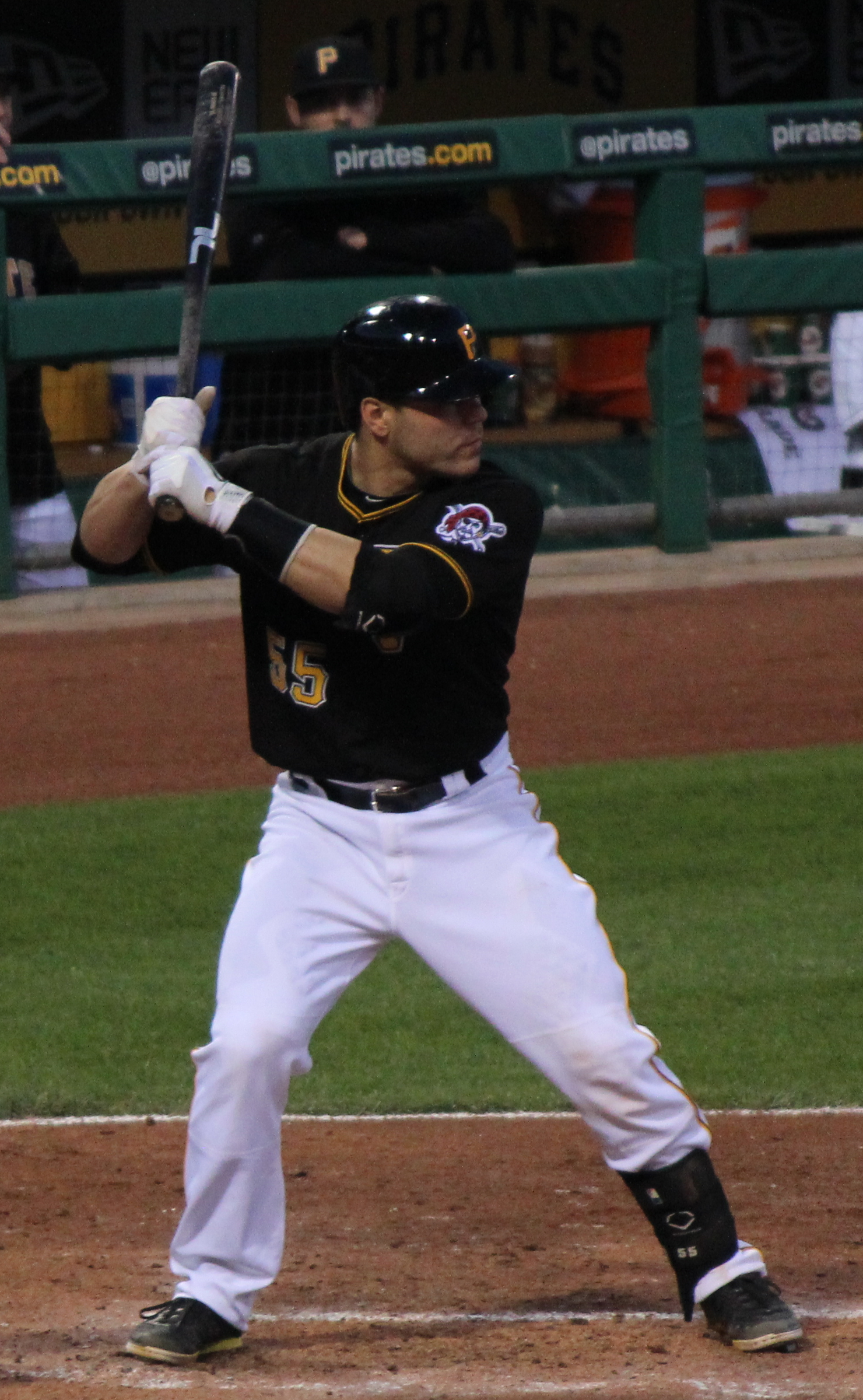
Russell Martin frappe deux circuits pour Pittsburgh dans le match de meilleur deuxième.

Le match de meilleur deuxième de la Ligue nationale de baseball 2013 est un match éliminatoire de la Ligue majeure de baseball qui est disputé le mardi 1er octobre 2013 entre les Pirates de Pittsburgh et les Reds de Cincinnati. Il s'agit du premier match éliminatoire à être disputé au PNC Park de Pittsburgh et le premier joué dans cette ville depuis le 11 octobre 1992 au Three Rivers Stadium. Avec une victoire de 6-2, les Pirates éliminent les Reds pour passer en Série de division.
La rencontre oppose les deux clubs de la Ligue nationale de baseball qualifiés pour les éliminatoires sans être champions de leur division. 

## Équipes en présence
En 2013, les Pirates de Pittsburgh mettent fin à la pire séquence du sport professionnel nord-américain : après 20 années perdantes, ils remportent finalement plus de matchs qu'ils n'en perdent en saison régulière. Avec 94 succès contre 68 défaites, les Pirates connaissent leur meilleure campagne depuis 1992, année de leur dernière fiche gagnante et dernière participation aux éliminatoires. Pittsburgh se qualifie comme meilleur deuxième en prenant le second rang de la division Centrale de la Ligue nationale, 3 matchs derrière les Cardinals de Saint-Louis. Ils s'assurent le 28 septembre de l'avantage du terrain pour ce match éliminatoire, le premier entre deux rivaux de division depuis la création des matchs de meilleurs deuxièmes en 2012.
Classés troisièmes dans cette même section Centrale, les Reds de Cincinnati obtiennent sans trop d'ennuis leur qualification pour les éliminatoires avec 4 victoires de plus que le club qui les suit dans la course au meilleur deuxième, les Nationals de Washington. Gagnants de 90 matchs contre 72 défaites, les Reds encaissent 7 revers de plus qu'en 2012 mais jouent en matchs d'après-saison pour la deuxième année de suite.
Avant ce match de meilleur deuxième, Cincinnati et Pittsburgh ont été opposés l'un à l'autre dans cinq Séries de championnat de la Ligue nationale. Les Reds ont triomphé 3 victoires à zéro en 1970, 3 victoires à 2 en 1972, 3 victoires à zéro en 1975 et 4 victoires à 2 en 1990. Les Pirates, qui n'ont donc gagné que 7 matchs sur 20 lors de ces duels, n'ont remporté que la Série de championnat 1979 sur Cincinnati, avec 3 triomphes en autant de matchs. En saison 2013, Pittsburgh a remporté 11 victoires en 19 parties sur les Reds, incluant les 3 derniers matchs du calendrier régulier des deux clubs, à Cincinnati. Les Reds entreprennent les séries éliminatoires sur 5 défaites de suite,.

## Déroulement du match
Mardi 1er octobre 2013 au PNC Park, Pittsburgh, Pennsylvanie.
| Reds de Cincinnati | 0 | 0 | 0 | 1 | 0 | 0 | 0 | 1 | 0 | 2 | 6  | 1 |
| Pirates de Pittsburgh | 0 | 2 | 1 | 2 | 0 | 0 | 1 | 0 | X | 6 | 13 | 0 |
| Lanceurs partants : CIN : Johnny Cueto PIT : Francisco Liriano Vic. : Francisco Liriano Déf. : Johnny Cueto HRs : CIN : Shin-Soo Choo (1) PIT : Marlon Byrd (1), Russell Martin (1, 2) |   |   |   |   |   |   |   |   |   |   |    |   |

À son premier passage au bâton en éliminatoires, le vétéran de 12 saisons Marlon Byrd frappe un coup de circuit d'un point en deuxième manche aux dépens du lanceur partant des Reds, Johnny Cueto. Russell Martin suit dans la même manche avec, lui aussi, un circuit en solo pour lancer les Pirates en avant, 2-0. Un ballon-sacrifice de Pedro Alvarez fait marquer Andrew McCutchen pour un troisième point à la manche suivante. Shin-Soo Choo, atteint par un lancer, marque le premier point de Cincinnati en début de 4e sur un simple de Jay Bruce, mais après un retrait en fin de 4e, Cueto est chassé du match par Pittsburgh. Son successeur au monticule, Sean Marshall, ne retire personne et est accueilli par un double d'un point de Neil Walker. Contre J. J. Hoover, troisième lanceur utilisé par les Reds dans cette même manche, Marlon Byrd est éliminé dans un retrait forcé mais produit un autre point, Walker croisant le marbre pour faire 5-1. Pittsburgh ajoute un point sur le second circuit du match de Russell Martin en 7e manche. Martin devient le 2e joueur de l'histoire des Pirates avec plus d'un circuit dans un même match éliminatoire, après Bob Robertson dans la Série de championnat 1971. Avec un seul point accordé sur quatre coups sûrs en 7 manches lancées, le lanceur gaucher Francisco Liriano est le lanceur gagnant pour les Pirates, qui remportent 6-2 leur premier match éliminatoire en près de 21 ans et éliminent Cincinnati. Shin Soo-Choo marque son second point de la partie, le dernier point des Reds, en 8e grâce à un circuit en solo.